# Róth Áron
Róth Áron (1830 körül – 1897.) siklósi rabbi.

## Élete
A 19. század ötvenes éveinek derekára a létszámában és anyagi erejében megerősödött a siklósi térség zsidósága. A Siklósi járásban élők egyetértésével és támogatásával a siklósi zsidók elhatározták, hogy önálló rabbisságot szerveznek. Egy évvel később, 1858. június 26-án, a siklósi kerület mintegy 130 adófizetője Róth Áront megválasztotta kerületi rabbijának. Róth Áron (Ármin) Pápáról került Siklósra. Elismert talmudistaként tartották számon, emellett kiváló szónok hírében állt. 1897-ben bekövetkezett haláláig, közel negyven esztendeig vezette a hitközséget. Működése alatt a gyülekezet látványosan fejlődött, élénk hitéletet élt.
Rabbinikus tevékenysége mellett négy évtizeden keresztül ellátta a zsidó iskolaszék elnöki tisztét is.
Siklósi Izraelita Jótékony Nőegylet és a Siklósi Izraelita Betegsegélyező Nőegylet Róth Áron rabbi indítványára, a jótékonyság szervezett gyakorlására alakult 1866-ban. A két izraelita nőegylet első vezetője felesége, Róth Áronné volt.
A nagy tekintélyű Róth Ármin rabbi halálát követően két évig nem állt rabbi a hitközség élén.
Czikkeket írt 1861-től a Ben-Chananjába, az Ung. jüdische Wochenschriftbe és az Izraelita Magyar Közlönybe, a Neuzeitban (1870. Analekten freisinniger Sätze in Talmud und Midraschim); a budapesti Ung. jüd. Israelitben (Die jüdische Schule, Die liberale Synagoge, három évfolyamban).

## Művei
- Eine Studie über den Selbstmord vom jüd. Standpunkte. Bpest, 1879 (különnyomat a Homechackerből)
- Ueber Homiletik und ihre Geschichte vom jüd. Standtpunkte. Uo. 1881 (különny. a Homechackerből)
- Zu meinem 25. jährigen Amtsjubiläum am 1. Juni 1884. Uo. 1884
- Lippe, Ch. D. Bibliographisches Lexikon. Wien, 1881. I. 404. l. és a m. n. múzeumi könyvtár példányáról (hol neve Roth Ármin)

Még egy munkája jelent meg nyomtatásban:
- Emlékbeszéd Kossuth Lajos felett. A zsidó imaházban rendezett gyászistentisztelet alkalmával elmondotta: – - siklósi kerületi főrabbi. Siklóson, 1894. Harangozó József Gyorssajtóján. 13 [3] p. Kiadói foltos papírborítóban.